# Ās-e Qadīm
Ās-e Qadīm (persiska: آس, Ās, آس قدیم) är en ort i Iran.   Den ligger i provinsen Östazarbaijan, i den nordvästra delen av landet, 500 km nordväst om huvudstaden Teheran. Ās-e Qadīm ligger 1 746 meter över havet och antalet invånare är 121.
Terrängen runt Ās-e Qadīm är kuperad.Runt Ās-e Qadīm är det ganska glesbefolkat, med 27 invånare per kvadratkilometer. Närmaste större samhälle är Kaleybar, 19,8 km norr om Ās-e Qadīm. Trakten runt Ās-e Qadīm består i huvudsak av gräsmarker.